# Isabel Hernández
Isabel Hernández (o Fernández) (Madrid-ibídem, 1656) fue una actriz española de la primera mitad del siglo XVII. Respondió al apodo de la Velera (o la Belera). Lope de Vega la comparó con otras grandes actrices contemporáneas como  María Riquelme y María de Córdoba ("Amarilis"). Por su parte, el también dramaturgo Juan Pérez de Montalbán la rinde homenaje en su obra Para todos, en recuerdo de la interpretación que Isabel hiciera en su auto Escanderbec, representado por la actriz “con grande vizarria, espiritu, y acento”.

## Biografía
Nacida probablemente en el Madrid del inicio del siglo XVII, Isabel aparece mencionada en la actividad de los corrales madrileños entre 1629 y 1635. Emilio Cotarelo y Mori, en su estudio de la obra de Tirso de Molina, la encuentra en 1631 como segunda dama de la compañía de Roque de Figueroa, uno de los miembros fundadores de la cofradía de comediantes de la Virgen de la Novena. Por su parte, Díaz de Escobar, explicaba el apodo de velera por su forma de temblar antes de salir a escena, fundando su tesis sin duda en estos versos que Luis Quinones de Benavente le dedica a la actriz en su Joco seria. Burlas veras o reprehension moral y festiva de los desordenes publicos. Recopilados por Manuel Antonio de Vargas (1654):

"Aquella no es Isabel,

que haze las primeras damas 

aliás la Velera, que
 
sale encogida, y turbada,

temblando como si hubieran

dadole algunas tercianas?"